# کیم یریتسیان
کیم آندرانیکی یریتسیان (ارمنی: Կիմ Անդրանիկի Երիցյան؛  ۲۲ نوامبر ۱۹۳۰ – ۲۶ دسامبر ۲۰۱۰) یک بازیگر اهل ارمنستان بود. وی بین سال‌های - تا - میلادی فعالیت می‌کرد.

## زندگی
وی در۲۲ نوامبر ۱۹۳۰ در تفلیس به دنیا آمد و از انستیتو دولتی هنری و نمایشی ایروان فارغ‌التحصیل شد. وی همچنین برندهٔ جوایزی همچون هنرمند مردمی جمهوری ارمنستان (۲۰۰۶) شده است. وی در ۲۶ دسامبر ۲۰۱۰ در ۸۰ سن سالگی در ایروان درگذشت.

## گزیدهٔ فیلم‌شناسی
از فیلم‌ها یا برنامه‌های تلویزیونی که وی در آن نقش داشته است می‌توان به مردی از المپوس، خاک و طلا اشاره کرد.

## نگارخانه

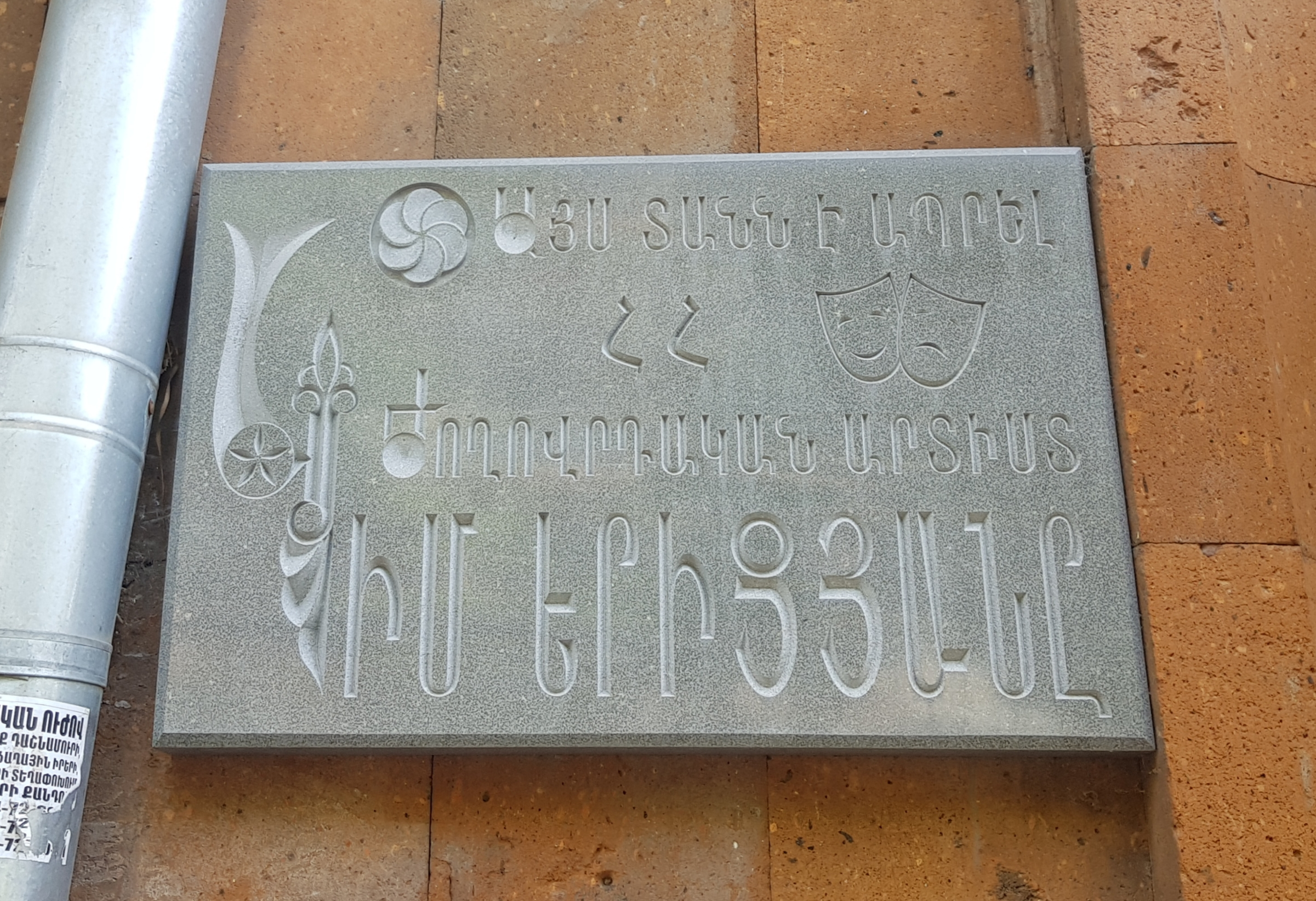